# Daikengo il guardiano dello spazio
Daikengo il guardiano dello spazio (宇宙魔神ダイケンゴー?, Uchū majin Daikengō) è una serie televisiva anime giapponese prodotta da Toei Company e realizzata dallo studio Tori Production in 26 episodi nel 1978, creata da Akiyoshi Sakai.

## Trama
La storia ha inizio sul pianeta Emperius, attaccato dalle truppe del pianeta Magellano. Per fronteggiarne l'avanzata, il principe ereditario di Emperius, Samson, affronta le milizie nemiche su un pianeta vicino, rimanendo però ucciso per mano del generale dell'esercito dei magellani, Roboleon. Morto l'erede al trono, nonché ultimo baluardo contro l'avanzata nemica, il re di Emperius, Emple, decide allora di risvegliare il dio-demone cosmico Daikengo. Questo robot gigante torna attivo ogni 950 anni al passaggio di una particolare cometa, la "Stella del guardiano", che lo colpisce con le sue radiazioni.
Il re, rimasto senza erede, deve quindi scegliere fra i due figli che gli sono rimasti, Yuga e Ryger, a chi affidare il comando di Daikengo. La scelta cade su Yuga, giacché l'altro sarà destinato a succedergli nel trono di Emperius. Ryger, però, vedendo il fratello minore intimorito da tale prospettiva, sale di nascosto su Daikengo e, raggiunto da Cleo (la bella e ribelle figlia del primo ministro), Otoke e Anike (un robot meccanico e uno pilota), parte alla volta dello spazio infinito con l'intento di combattere e sconfiggere una volta per tutte i magellani.
Durante la serie, e per più di una volta, Ryger viene soccorso da Bryman, un cyborg "vagabondo dello spazio", sotto le cui vesti si cela Samson, fratello maggiore di Ryger, ferito mortalmente nel primo episodio. Questi, soccorso da uno scienziato magellano dissidente, è stato trasformato in un robot (unico modo questo per salvargli la vita), e da allora vaga nello spazio a bordo di una navicella a forma di cavallo.
Ryger e Bryman muovono insieme verso il pianeta Magellano, che è protetto da una tempesta spaziale perenne che i Magellani attraversano con l'ausilio di un radiofaro. Scoperto il trucco, Ryger penetra nella tempesta galattica, ma Lady Baracross, il comandante delle forze Magellane, progetta di distruggere il faro per intrappolarvi il Daikengo e Bryman. La tempesta è però dissolta da Yuga, sopraggiunto con la sua flotta, che salva così Ryger e Cleo. Lady Baracross opta quindi per la ritirata, avviando l'autodistruzione della sua base nella quale verrà distrutto anche Roboleon. In seguito si tiene lo scontro finale tra Daikengo e Magellano il grande, che verrà ucciso dopo una breve lotta grazie alle "spade incrociate". Sconfitti i nemici, Ryger, Cleo, Bryman e Yuga fanno ritorno a Emperius, dove Ryger erediterà il trono come previsto. Questo destino non è, però, gradito al principe, che decide di lasciare il trono a Yuga e di ripartire con Cleo a bordo di Daikengo verso lo spazio infinito.

## Personaggi
- Ryger (ライガー?, Raigā): diciassettenne principe di Emperius, protagonista e pilota del Daikengo. Virtuoso nella spada con un gran senso della giustizia, prende il posto del fratello minore Yuga nella difesa di Emperius. Contro i piani del padre assuma la guida di Daikengo e lascia il trono al fratello.
- Cleo (クレオ?, Kureo): sedicenne figlia del primo ministro di Emperius, seconda migliore spadaccina di Emperius ed esperta in arti marziali accompagna Ryger nella lotta contro i Magellani, ribellandosi a suo padre che vorrebbe invece allearsi con loro.
- Re Empel: 50 anni, imperatore della federazione galattica il cui pianeta-capitale è Emperius. Sempre calmo e rassicurante, sembra convincersi che l'unico modo per fermare Ryger dal continuare la guerra sia quello di ucciderlo.
- Regina Elisa: 42 anni, moglie di Empel e madre di Samson, Ryger e Yuga. Dal cuore gentile, amante della pace e dell'armonia.
- Samson: 20 anni, primogenito della coppia reale, principe coraggioso e idealista. Soccombe nel primo episodio per mano di Roboleon;  risorgerà come Bryman, cyborg solitario alleato di Daikengo.
- Yuga: 15 anni, figlio minore della coppia reale. Un ragazzo onesto e tranquillo, dal carattere molto più calmo e gentile rispetto a Ryger. Per ordine di Empel avrebbe dovuto essere lui destinato a pilotare il Daikengo, ma il fratello lo precede vedendolo titubante.
- Dulles: 45 anni, padre di Cleo e ministro in capo delle forze militari, trama per prendere il potere, ma finisce ucciso.
- Roboleon (ロボレオン?, Roboreon): citazione grafica e nominale di Napoleone Bonaparte, è il generale-robot che guida gli attacchi contro il Daikengo e perennemente soggiogato dalla malizia del suo diretto superiore, Lady Baracross.
- Anike il robot "maschio": color verde e di statura inferiore.
- Otoke il robot  "femmina": color arancione e di statura superiore.
- Bryman: misterioso essere che appare presto per aiutare Ryger, alla guida di un cavallo alato meccanico. Si scoprirà essere il redivivo principe Samson trasformato in cyborg.
- Imperatore Magellano: il misterioso capo dei magellani; appare come un enorme volto scimmiesco senza corpo. La battaglia finale avverrà proprio con lui.
- Lady Baracross (バラクロス?, Barakurosu): è il comandante supremo delle forze di Magellano. Sempre in abiti succinti, controlla Roboleon sfruttando spesso le sue grazie.
- Zakinder: fido assistente di Roboleon. Viene ucciso da Bryman nel penultimo episodio.

## Doppiaggio
| Personaggio         | Giapponese      | Italiano           |
| ------------------- | --------------- | ------------------ |
| Principe Ryger      | Hiroya Ishimaru | Ermanno Ribaudo    |
| Cleo                | Mitsuko Horie   | Paola Rinaldi      |
| Anike               |                 | Mico Cundari       |
| Otoke               |                 | Mariella Furgiuele |
| Bryman              |                 | Lorenzo Macrì      |
| Yuga                |                 | Lorenzo Macrì      |
| Generale Roboleon   | Takeshi Aono    | Gastone Moschin    |
| Lady Baracross      | Keiko Tomochika | Mariella Furgiuele |
| Magellano il grande |                 | Gastone Moschin    |
| Ministro Dulles     |                 | Mico Cundari       |
| Re Empel            |                 | Diego Michelotti   |
| Regina Elisa        |                 | Mariella Furgiuele |
| Narratore           |                 | Mico Cundari       |

## Episodi
| Nº | Titolo italiano Giapponese 「Kanji」 - Rōmaji | In onda           | In onda |
| Nº | Titolo italiano Giapponese 「Kanji」 - Rōmaji | Giapponese        |         |
| 1  | L'inesorabile avventuriero dello spazio 「あらくれ風雲児」 - Arakure fūunji | 27 luglio 1978    |         |
| 1  | Le truppe di Magellano capitanate dallo spietato condottiero Roboleon hanno appena invaso uno dei pianeti satelliti appartenenti al regno di Emperius; ma ecco che ad un tratto gli si para innanzi il valoroso principe Samson, primogenito del vecchio re Empel: i due s'affrontano a duello e Roboleon con l'inganno riesce a trafiggere Samson. Intanto ad Emperius alla famiglia reale giunge la ferale notizia dell'avvenuta morte dell'erede al trono, ma nonostante ciò si ha ancora fiducia nel prossimo arrivo della "Stella del guardiano", la quale prontamente dovrà risvegliare a nuova vita il grande Daikengo. Il re designa come futuro pilota del robot il più giovane dei suoi figli, l'esile, gentile e sensibile Yuga, e non il secondogenito che sarebbe ben più adatto, ovvero il forte e coraggioso Ryger; intanto la cometa, con la sua possente carica energetica fa "rinascere" dal suo millenario stato dormiente Daikengo. La mattina seguente mentre Yuga sta dando l'ultimo saluto ai suoi cari prima della partenza, la voce squillante di Ryger si fa sentire dall'interno del robot: prenderà lui il comando di Daikengo per dirigersi prontamente in direzione degli avversari magellani. Con lui a bordo sono saliti anche Cleo, la figlia del ministro Dulles abilissima spadaccina, e i due robot Anike e Otoke; ad equipaggio così completato Ryger ordina l'immediata partenza. Dopo la sua prima schiacciante vittoria sul suolo di spectrus, Roboleon inizia a temere il valore del principe Ryger e prova a giocare d'astuzia mandando ad Emperius un messaggio con la sua proposta di cessare le ostilità: re Empel manda quindi Dulles a chiamare subito Daikengo per farlo tornar subito indietro. Ma Ryger non crede in alcun modo alle finte proposte di pace che provengono da Roboleon e giura eterna vendetta contro l'assassino del fratello: ha inizio così il viaggio inesorabile di Ryger e Daikengo attraverso lo spazio profondo ed oscuro pieno d'insidie. |                   |         |
| 2  | Ryger non sta al gioco 「孤独の星武者」 - Kodoku no hoshi musha | 3 agosto 1978     |         |
| 3  | Bryman, il vagabondo dello spazio 「さすらい星ブライマン」 - Sasurai hoshi buraiman | 24 agosto 1978    |         |
| 4  | Le due stelle erranti 「二つのはぐれ星」 - Futatsu nohagure hoshi | 31 agosto 1978    |         |
| 5  | Il guardiano dello spazio 「友情の小惑星」 - Yūjō no shōwakusei | 7 settembre 1978  |         |
| 6  | Il pianeta del tradimento 「さらばゲリラ星」 - Saraba gerira hoshi | 14 settembre 1978 |         |
| 7  | Il patto fraterno 「第三惑星異常なし」 - Daisan wakusei ijōna shi | 21 settembre 1978 |         |
| 8  | Il doppio gioco di Baracross 「愛の裏切り星」 - Ai no uragiri hoshi | 28 settembre 1978 |         |
| 9  | Il giuramento delle stelle gemelle 「二連星の誓い」 - Ni rensei no chikai | 5 ottobre 1978    |         |
| 10 | Non c'è pace sul pianeta sacro 「泣くな母恋星」 - Naku na haha koi hoshi | 12 ottobre 1978   |         |
| 11 | Ryger eroe del pianeta Halo 「地獄星雲の対決」 - Jigoku seiun no taiketsu | 19 ottobre 1978   |         |
| 12 | Un pianeta nella bufera 「嵐を呼ぶ王星」 - Arashi wo yobu ō hoshi | 26 ottobre 1978   |         |
| 13 | Il segreto del pianeta Bry 「ブライ星の秘密」 - Burai hoshi no himitsu | 2 novembre 1978   |         |
| 14 | Fuori dall'orbita 「移動星の設計図」 - Idō hoshi no sekkeizu | 9 novembre 1978   |         |
| 15 | Fuoco sul pianeta Dragar 「魔の怪物星」 - Ma no kaibutsu hoshi | 16 novembre 1978  |         |
| 16 | Gli uccelli robots 「星の渡り鳥」 - Hoshi no wataridori | 23 novembre 1978  |         |
| 17 | Amicizia sul terzo pianeta 「第三惑星の友情」 - Daisan wakusei no yūjō | 30 novembre 1978  |         |
| 18 | Il pianeta dei fantasmi 「謎のゆうれい星」 - Nazo noyūrei hoshi | 7 dicembre 1978   |         |
| 19 | Il pianeta errante 「銀河のはぐれ星」 - Ginga nohagure hoshi | 14 dicembre 1978  |         |
| 20 | Attacco ad Emperius 「母なる星の危機」 - Haha naru hoshi no kiki | 21 dicembre 1978  |         |
| 21 | La croce di stelle 「星の十字架」 - Hoshi no jūjika | 4 gennaio 1979    |         |
| 22 | Terzo pianeta 「危うし!第三惑星」 - Abunau shi! daisan wakusei | 11 gennaio 1979   |         |
| 23 | Il complotto di Magellano 「マゼラン星雲の陰謀」 - Mazeran seiun no inbō | 18 gennaio 1979   |         |
| 24 | La sfida di Satan 「星魔王の挑戦」 - Hoshi maō no chōsen | 1º febbraio 1979  |         |
| 25 | Un faro nello spazio 「星雲灯台X-01」 - Seiun tōdai X-01 | 8 febbraio 1979   |         |
| 26 | La battaglia continua 「戦え!王星三剣士」 - Tatakae! ō hoshi san kenshi | 15 febbraio 1979  |         |

## Sigla italiana
La sigla italiana dal titolo Daikengo è stata scritta da S. Pinna, Walter Rodi e G.Santini ed è stata incisa da Simba, casa discografica Lupus.